# Pacte de Zanjón
Le pacte de Zanjón, également connu sous le nom de paix de Zanjón ou de traité de Zanjón, est le document daté du 10 février 1878 qui établit la capitulation de l'Armée indépendantiste cubaine (Ejército independentista cubano) devant les troupes espagnoles, mettant ainsi un terme à la guerre des Dix Ans (1868-1878). Cet accord n'avalisa aucun des deux objectifs fondamentaux de cette guerre, à savoir ni l'indépendance de Cuba, ni l'abolition de l'esclavage. Ce pacte garantit le maintien momentané de l'autorité espagnole, qui sera à nouveau remise en question lors de la guerre d'indépendance cubaine.
Les causes de la capitulation sont variées ; les plus remarquables sont le régionalisme marqué régnant au sein de l'Ejército Libertador, à peine soutenu par les émigrés, et les luttes incessantes entre la Chambre des Représentants (Cámara de Representantes), l'exécutif cubain et les chefs militaires.

## Contexte
Le 19 octobre 1877 est fait prisonnier Don Tomás Estrada Palma, président de la « République en Armes ». Selon la législation en vigueur, le poste est alors occupé par Francisco Javier de Céspedes, qui est à son tour remplacé par le général Vicente García. C'est dans ce contexte que les chefs militaires de la province de Camagüey sollicitèrent auprès du général espagnol Arsenio Martínez Campos une trêve pour pouvoir se réorganiser et continuer la guerre. Mais à la Chambre des Représentants, le scepticisme s'était déjà bien répandu, et chacun avait perdu foi en un succès final. La Chambre procéda en décembre 1877 à l'adoption du Décret Spotorno, lequel interdisait tout type de négociation avec l'ennemi, et le 21 décembre, une réunion avec les commandants espagnols se conclut par la conclusion d'une trêve.
Après ces négociations, Vicente García assuma la charge de président de la République en Armes, à compter du 15 janvier 1878. Il se rendit à Camagüey et le 7 février, il y tint une rencontre secrète avec le général Arsenio Martínez Campos, où ils convinrent de mettre sur pied une réunion de consultation du peuple cubain pour définir s'il accepterait une paix sans indépendance. La majorité des combattants, désabusés, décida d'une suspension des hostilités. La Chambre des Représentants s'autodissout, afin de ne pas aller à l'encontre de la Constitution de Guáimaro, qui interdisait toute convention gouvernementale n'allant pas dans le sens de l'indépendance.

## Termes de l'accord
Le 10 février 1878, un document fut officiellement validé, selon lequel les mambises acceptaient les conditions suivantes :
- Capitulation sans condition des forces cubaines devant l'Armée espagnole ;
- Accord sur l'affaiblissement et la démoralisation des troupes indépendantistes ;
- Reconnaissance du Gouvernement espagnol comme la plus haute autorité régnant à Cuba ;
- Formation de partis politiques ne luttant pas contre le pouvoir espagnol ;
- Liberté seulement pour les esclaves qui militaient dans les troupes mambises ;
- Liberté de la presse et liberté de réunion, à condition que ce ne soit pas là l'occasion d'attaquer l'Espagne.

Malgré cette situation, le major général Antonio Maceo continuait à obtenir d'importants succès. Prenant connaissance de l'accord, Maceo sollicita une entrevue avec Martínez Campos, qui eut lieu le 15 mars 1878. Durant cette rencontre, connue sous le nom de Protestation de Baraguá, Antonio Maceo fit connaître au général espagnol son désaccord avec le Pacte de Zanjón, et sa décision de reprendre le combat, dès le 23 mars suivant.